# جوني جايلز
جوني جايلز (بالإنجليزية: Johnny Giles)‏ (6 نوفمبر 1940 بدبلن في جمهورية أيرلندا - ) هو مدرب كرة قدم وصحفي ولاعب كرة قدم أيرلندي في مركز الوسط. شارك مع منتخب جمهورية أيرلندا لكرة القدم. أما مع النوادي، فقد لعب مع ليدز يونايتد ومانشستر يونايتد ونادي شامروك روفرز ووست بروميتش ألبيون وفيلادلفيا فيوري ‏ وفيلادلفيا فيوُري ‏.

## وصلات خارجية
- جوني جايلز على موقع IMDb (الإنجليزية)

- جوني جايلز على موقع قاعدة بيانات كرة القدم.إي يو (الإنجليزية)
- جوني جايلز على موقع ناشيونال فوتبول تيمز (الإنجليزية)